# Театрофон
Театрофон (Théâtrophone) — система Клемана Адера для стереофонічної передачі оперних і театральних вистав через телефон.
Уперше представлений у Парижі у 1881. Комерційне виробництво театрофону тривало у Парижі в 1890-1932, з пропозицією передачі церковних богослужінь (Gottesdiensten) та останніх новин. Таким чином Театрофон став технічним попередником трансляцій.  Інші підприємці перейменовували технічні та ринкові моделі театрофону. Таким чином, ця система стала відома у Великій Британії в 1895 під назвою «Електрофон», який був поширений, в основному, в 1910-і і був досить успішним.